# Musée de Bapa
Le musée de Bapa , aussi connu sous le nom de musée communautaire de Bapa ou encore case patrimoniale de Bapa, inauguré en 2018, est un musée  communautaire au Cameroun. Il se situe dans la région de l'Ouest Cameroun, département des hauts-plateaux, dans la commune de Bangou. 

## Histoire

### Débuts et projets
Le musée communautaire de Bapa connaît son inauguration le 3 mars 2018 à l'occasion de la première édition du festival de pa'a Ngouo'ok réunissant tous les fils et filles de la localité. Il se trouve dans la commune de Bangou. Il porte aussi le nom de case patrimoniale de Bapa.
Depuis son ouverture, le musée s’efforce de valoriser ses collections à travers des expositions permanentes mettant en lumière des objets rituels, des instruments de musique, des outils agricoles et des sculptures. Il joue également un rôle central dans le développement du tourisme culturel, notamment en intégrant le réseau de la Route des Chefferies, ce qui lui confère une visibilité auprès des visiteurs nationaux et internationaux. Des visites guidées permettent ainsi de mieux comprendre l’histoire et les traditions des Bapa, tout en promouvant l’artisanat local.
Un autre axe essentiel du projet concerne la transmission des savoirs aux jeunes générations. Des ateliers sont régulièrement organisés pour enseigner les techniques artisanales, les rites traditionnels et les récits historiques de la communauté. Cette initiative vise à préserver ces connaissances et à susciter l’intérêt des jeunes pour leur héritage culturel.
Pour assurer la pérennité du musée, des projets de conservation et d’extension sont envisagés. L’amélioration des infrastructures et l’adoption de techniques modernes de préservation des objets exposés sont des priorités. Par ailleurs, l’enrichissement de l’espace muséal et l’intégration de dispositifs interactifs pourraient renforcer l’expérience des visiteurs.
Enfin, le musée cherche à tisser des collaborations avec d’autres institutions culturelles, tant au Cameroun qu’à l’international, afin d’échanger des connaissances, accueillir des expositions itinérantes et bénéficier de formations spécialisées. Ces initiatives participent à l’ancrage du musée dans une dynamique plus large de préservation et de valorisation du patrimoine africain.

### Missions
Ce musée a pour mission la préservation et la promotion des valeurs socioculturelles, artistiques, environnementales et spirituelles du peuple Bapa. Il s’agit de partager la vie de ce peuple des rochers (Pa’a Ngouo’ok) sous l’angle des rapports entre les hommes, entre l’Homme et son écosystème et entre l’Homme et le Divin.
Le musée de Bapa , en tant que musée communautaire, a pour mission de préserver et valoriser le patrimoine socioculturel, artistique, environnemental et spirituel de la communauté de Bapa. Il œuvre à la conservation des objets et traditions qui témoignent de l’histoire locale, tout en mettant en lumière les pratiques culturelles et les savoir-faire ancestraux. Le musée encourage également les expressions artistiques locales, favorise la sensibilisation à la protection de l’environnement, et met en valeur les croyances et pratiques spirituelles qui façonnent l’identité de la communauté. À travers des programmes éducatifs, des ateliers et des initiatives culturelles, il contribue à la transmission des connaissances aux générations futures et participe activement au développement communautaire en créant un espace de rencontre, d’échange et de valorisation du patrimoine local.

### Acquisitions, mises en place et lancement
Le musée Case Patrimoniale de Bapa, situé dans la région de l’Ouest Cameroun, a été inauguré le 3 mars 2018 lors de la clôture de la première édition du festival Pa’a Ngouo’ok.   Cette initiative, portée par Sa Majesté SIMEU David II, chef supérieur des Bapa, vise à préserver et valoriser les valeurs socioculturelles, artistiques, environnementales et spirituelles de la communauté Bapa.    Il fait partie du réseau de la Route des Chefferies, bénéficiant ainsi de l’expertise de ce programme dédié à la promotion et à la valorisation du patrimoine culturel des chefferies traditionnelles du Cameroun. 
La création de ce musée communautaire s’inscrit dans une démarche de sauvegarde du patrimoine culturel Bapa, offrant aux visiteurs une immersion dans les traditions et l’histoire de cette communauté. Depuis son inauguration, le musée propose des visites guidées et expose des produits artisanaux locaux, contribuant ainsi au développement touristique et économique de la région.  
Le Musée Case Patrimoniale de Bapa est un exemple significatif des efforts déployés pour la préservation et la transmission du patrimoine culturel au Cameroun, renforçant l’identité et la fierté des communautés locales.
La conception et la réalisation de ce musée se distingue des autres musées du projet Route des chefferies par son thème “Hommes, Nature et Croyances ”, traduit dans la réalité à travers les éléments du décor, les objets exposés, tout concourant à mettre en valeur les hommes, la nature, les traditions et les croyances Bapa. 

## Administration

### Promoteur, tutelle et direction/gestion du musée
Il est sous la tutelle de Sa Majesté Simeu David II. Il est le 11e roi de la Dynastie du Royaume Bapa depuis novembre 1993. Passionné de la nature, de culture et d’architecture africaine, il est un acteur majeur des initiatives culturelles et touristiques de la région de l’Ouest Cameroun.
Le musée est placé sous la tutelle du Ministère des Arts et de la Culture du Cameroun, garantissant une supervision et un soutien institutionnel.   La direction opérationnelle est assurée par une équipe locale, avec à sa tête M. Joel Djoukoué , et M. Gustave Mouliom , médiateur culturel et gestionnaire de patrimoine, diplômé de l’Institut des beaux-arts.  Cette équipe est responsable de la gestion quotidienne du musée, de la mise en œuvre des expositions et de l’organisation d’événements culturels visant à promouvoir le riche héritage de la communauté Bapa.

### Financements
Le village Bapa attend de l’UNESCO et d’autres partenaires au développement dans la construction du vaste chantier de développement du tourisme dans lequel il engage sa communauté. 

### Tourisme et fréquentation
Le musée est ouvert et est opérationnel de mardi à dimanche. Un travail de fond s'initie pour faire de Bapa une destination touristique visiter et à immerger les touristes dans la culture des peuples Bapa. Ainsi, la marche du retour d’exil se voudra, au fil des festivals Pa’a Ngouo’ok, un rendez-vous international qui projette chaque fois des lumières sur un pan de l’histoire du peuple et du village Bapa.  Le Festival Pa’a Ngouo’ok sert de plateforme pour la promotion des danses patrimoniales qui rythment la vie au village et les cérémonies sur le site officiel du festival, permettant ainsi aux milliers de festivaliers de vivre et de témoigner de la richesse des danses traditionnelles du village de Bapa notamment le «Djimassalé», et le «Kouogdjang», danses populaires, exécutées presque exclusivement par les femmes et le «Pomedjong», danse à l’origine réservée aux hommes. En plus de ce musée, l’on trouve  des rochers, la nature dote ce village de plusieurs sites naturels, qui si bien exploités et promus contribuent à faire de Bapa une destination touristique.

## Architecture et organisation de l’espace

### Organisation de l’espace
A l’entrée de  ce patrimoine culturel architectural au cours d'un parcours à travers 7 zones qui abordent chacune un espace spécifique logé au centre de la haute chefferie de Bapa. Plus qu'un musée, c'est un lieu de recueillement et de communion avec les esprits. Et à l'intérieur, l'om trouve plusieurs objets utilisés dans le passé. Sur les murs, l'on voit des peintures évoquant l'histoire des successions au sein de la chefferie, les tenues royales traditionnelles et bien d'autres vestiges soigneusement conservés pour accueillir les visiteurs.

## Aspects techniques, équipements et services

### Aspects Techniques
Le musée bénéficie du soutien technique du programme la route des chefferies.

### Services
Le musée offre un service muséal aux visiteurs. Il éduque sur le passé et sur les grandes lignes de la spiritualité Bapa.

## Collections
Ce musée expose généralement plusieurs thématiques qui s’articulent autour de découvrir l’histoire et l’organisation de la chefferie ; s’imprégner de la perception de la nature chez les Bapa ; valoriser les savoir-faire traditionnels et l’architecture ; donner à voir les arts culinaires, cogiter sur la nécessité de préserver l’environnement et se fondre dans un patio extérieur construit autour de l’arbre sacré.

### Expositions permanentes
Les objets de fondation sont d’autant plus précieux qu’ils mobilisent un ensemble de personnalités ayant autorité sur le plan de la coutume. Dans certaines chefferies, les objets de fondation sont conservés au palais et les chefs font le choix de les montrer. Dans d’autres, ils ne peuvent être vus car les notables choisis pour en être les dépositaires refusent de perdre ce privilège. Les notables qui conservent des objets précieux sont invités lorsque ledit objet est requis. Il faut donc bien comprendre qu’autrefois les biens relevant du précieux étaient répartis entre les dignitaires du royaume pour des raisons d’équilibre des pouvoirs. Et cette répartition renvoyait à des dispositions et des compétences d’ordre coutumier. En matière de fondation et de succession, les objets sont aussi précieux que les personnes. On dirait aussi que les personnes contribuent à produire la préciosité des objets. Un tabouret royal acheté chez un artisan ne devient précieux que parce qu’il est destiné à servir lors de l’intronisation d’un nouveau chef. Le tabouret, dès lors lié à cette personne, est hautement symbolique à ses yeux, et aux yeux de tous : pour rien au monde, elle ne peut s’en défaire.

### Expositions temporaires
Pendant les évènements, il ouvre des stands d’exposition au « village de la foire » dans le cadre choisi pour la promotion artisanale du terroir. Les œuvres d’arts produits des semaines avant sont exposées et vendus pendant le festival. On y retrouve une gamme très variée d’objets confectionnés à base de matériaux locaux (bambou, raphia, peau de bananiers, bois, etc.) ; des vêtements fabriqués et reflétant la culture Bapa et des Grassfields, des accessoires (joailleries) utilisées dans les danses patrimoniales et des parades des sociétés secrètes.